# Anexina A5
A anexina A5 (ou anexina V) é uma proteína celular do grupo das anexinas. Em citometria de fluxo, a anexina V é comumente usada para detectar células apoptóticas por sua capacidade de se ligar à fosfatidilserina, um marcador de apoptose quando está na camada externa da membrana plasmática. A função da proteína não é completamente elucidada; entretanto, a anexina A5 foi proposta para desempenhar um papel na inibição da coagulação sanguínea competindo por sítios de ligação da fosfatidilserina com a protrombina e também para inibir a atividade da fosfolipase A1. Estas propriedades foram encontradas em experimentos in vitro.

## Doenças relacionadas
Anticorpos dirigidos contra anexina A5 são encontrados em pacientes com uma doença chamada síndrome antifosfolipídica (SAF), uma doença trombofílica associada a autoanticorpos contra compostos fosfolipídicos.
A anexina A5 forma um escudo em torno de moléculas de fosfolipídios carregadas negativamente. A formação de um escudo anexo 5 A5 bloqueia a entrada de fosfolipídios em reações de coagulação. Na síndrome do anticorpo fosfolípide, a formação do escudo é interrompida por anticorpos. Sem o escudo, há uma quantidade maior de moléculas de fosfolipídios nas membranas celulares, acelerando as reações de coagulação e causando a característica de coagulação sanguínea da síndrome do anticorpo fosfolipídeo.
A anexina A5 mostrou aumento da expressão no carcinoma papilífero da tireoide.